# Владимирская тиара

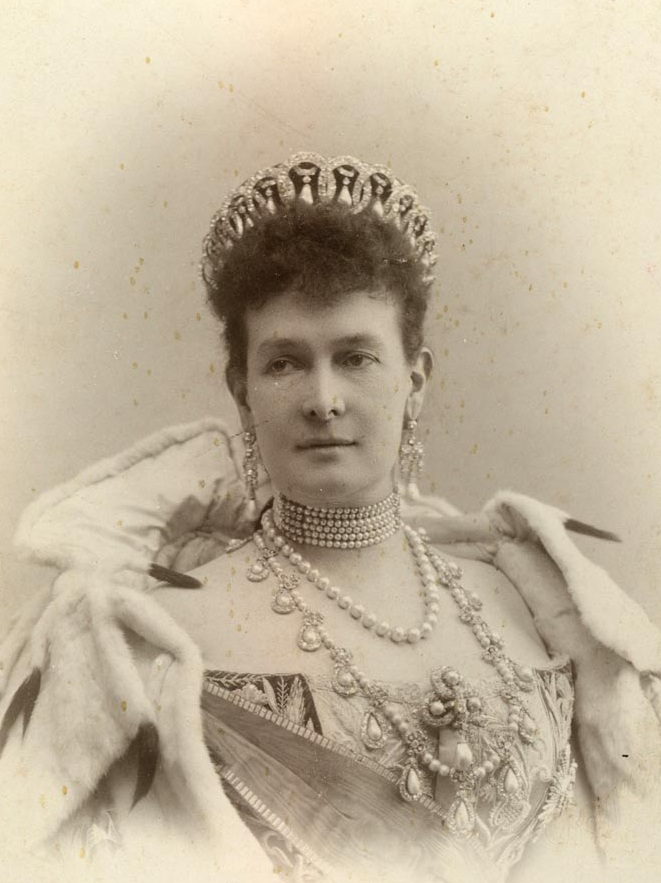
Мария Павловна в тиаре (вариант с жемчугом)

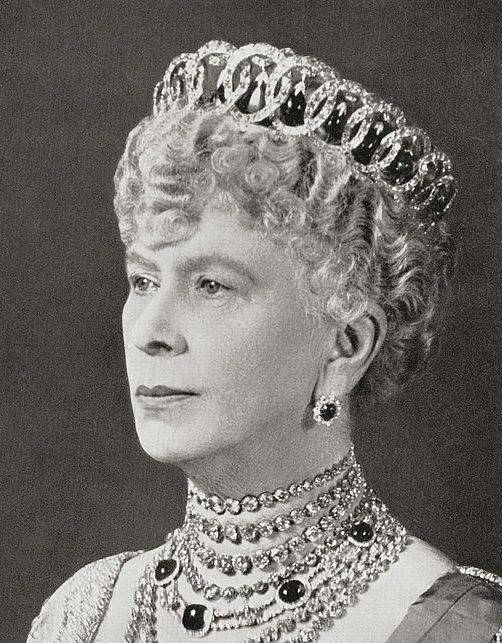
Мария Текская в тиаре (вариант с изумрудами)

Владимирская тиара (англ. The Vladimir Tiara; The 'Grand Duchess Vladimir Tiara') — тиара российского происхождения, принадлежавшая британской королеве Елизавете II (не входя в число «коронных драгоценностей»).

## Описание
Бриллиантовая тиара состоит из 15 перекрывающихся бриллиантовых колец; в центре каждого расположена подвеска из крупной каплевидной жемчужины.
При королеве Марии Текской в 1924 году тиара была доработана ювелирами фирмы «Garrard & Сo» — жемчужины были сделаны съёмными, теперь их можно менять на висячие каплевидные изумруды — т. н. «Кембриджские камни».
Тиару можно носить также без висячих камней, с простыми кольцами.

## Владельцы
1. 1874 — 1920 (свадебный подарок): Великая княгиня Мария Павловна Мекленбург-Шверинская (англ. Grand Duchess Vladimir), жена великого князя Владимира Александровича (по которой тиара и получила своё название)
2. 1920—1921 (наследство): Её дочь — великая княжна Елена Владимировна, супруга Николая, принца Греческого и Датского
3. 1921—1953 (покупка): Королева Великобритании Мария Текская (сватья предыдущей: их дети Георг Кентский и Марина Греческая и Датская были женаты)
4. С 1953—2022 (наследство): Её внучка, королева Елизавета II
5. С 2022 (наследство): Её сын, король Карл III

## История

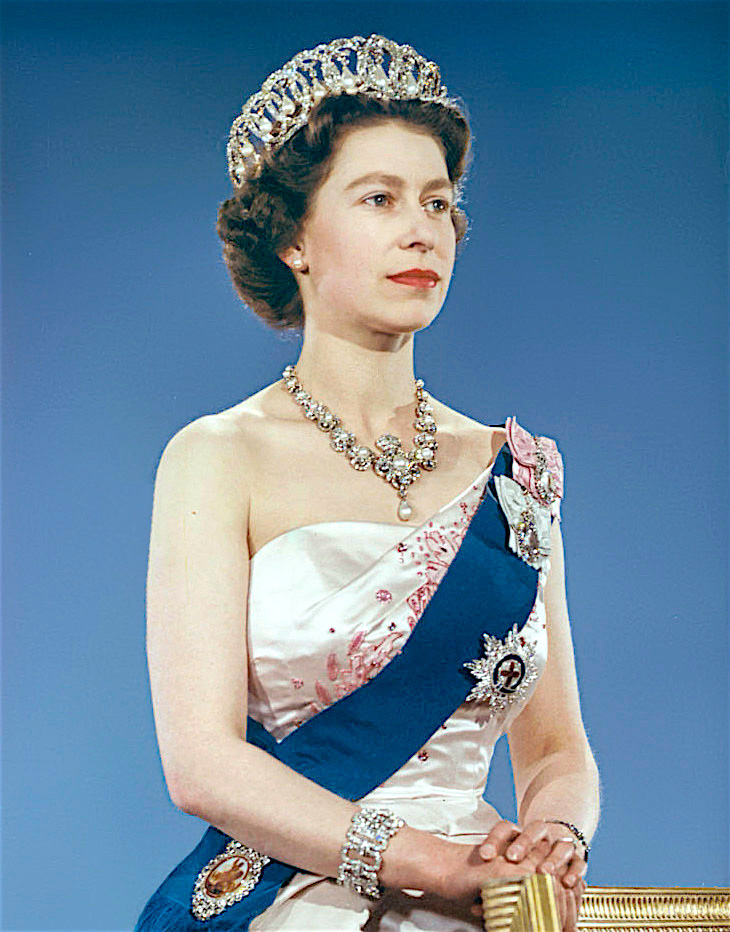
Елизавета II во Владимирской тиаре (вариант с жемчугом)

«Владимирская тиара» носит имя великого князя Владимира Александровича, для жены которого Марии Павловны она была изготовлена. В 1874 году великий князь заказал эту тиару фирме «Карл Эдуард Болин» как свадебный подарок невесте принцессе из Мекленбург-Шверинского великогерцогского дома, тиара стоила 48 200 рублей.
После падения монархии Мария Павловна уехала в Кисловодск; в феврале 1920 года покинула Россию на итальянском судне. Деньги и драгоценности ей удалось вернуть при помощи британского дипломатического курьера Альберта Стопфорда, вынесшего их из тайника во Владимирском дворце в июле 1917 года. «Стопфорд, видя панику друзей из окружения царской семьи, в какой-то момент „принял личное решение проникнуть во Владимирский дворец, чтобы спасти драгоценности Марии Павловны и деньги“, прежде чем новые власти захватят её резиденцию. (…) Получив от Марии Павловны точные инструкции о местонахождении драгоценностей и „потайной двери“, ведущей в её будуар, в конце июля 1917 года Стопфорд проник в здание» и обнаружил тайник с драгоценностями и деньгами. В Лондон он их переправил, то ли используя свой дипломатический статус, то ли при помощи знакомого из британских ВМС, выезжавшего из России.
Последние месяцы жизни Мария Павловна провела во французском городе Контрексевиль, где и умерла в сентябре 1920 года. Часть драгоценностей матери, включая тиару, отошла её дочери, греческой принцессе Елене Владимировне. В 1921 году она продала её своей родственнице королеве Великобритании Марии Текской за 28 000 фунтов стерлингов. Королева Мария дополнила её изумрудами (см. на фото).
Тиара находилась в личной коллекции королевы Елизаветы II. Королева позировала в ней для своего фотопортрета в качестве королевы Канады, поскольку никакие её владения за пределами Британских островов не имеют своих собственных регалий. Чаще всего королева Елизавета надевала изумрудный вариант, дополняя его изумрудной парюрой «Дели Дурбар» (Cambridge and Delhi Durbar Parure).

### «Кембриджские камни»
Использованные изумруды, которыми со времён Марии Текской можно заменять оригинальные жемчужины, — также исторические драгоценности. Они были приобретены (выиграны в лотерею) принцессой Августой Кембриджской в 1818 году во Франкфурте в числе примерно 40 изумрудов-кабошонов, из которых впоследствии было изготовлено много различных украшений. Эти украшения после смерти принцессы в 1889 году были унаследованы её дочерью, Марией Аделаидой Кембриджской, герцогиней Текской. После её смерти в 1897 году их получил её сын Франц Текский, при котором они были извлечены из оправ и подарены любовнице — леди Нелли Килмори, жене 3-го графа Килмори. В 1910 году Фрэнсис умер, а его сестра Мария стала английской королевой и, воспользовавшись своей властью, сумела вернуть фамильные драгоценности.
Пять из этих изумрудов вставили в 1911 году в тиару «Дели Дурбар» для императрицы Индии, сделанную фирмой «Garrard & Сo» (входит в упоминающуюся выше одноимённую парюру). Но позже их оттуда сняли для украшения Владимирской тиары. В 2005 году тиара «Дели Дурбар» с одними бриллиантами была предоставлена в пользование Камилле (на тот момент герцогине Корнуольской).